# 清水几太郎
清水几太郎（日语：／ Shimizu Ikutarō，1907年7月9日—1988年8月10日），日本的社会学者、评论家，曾担任学习院大学教授，在战后参加过和平运动、安保斗争。